# Kass Morgan
Kass Morgan, pseudonimo di Mallory Kass (New York, 21 luglio 1984), è una scrittrice statunitense, nota per i romanzi distopici che compongono la serie di romanzi The 100, a cui è ispirata l'omonima serie televisiva.

## Biografia
Kass Morgan è cresciuta a Brooklyn, New York, fino all'età di dieci anni, per poi trasferirsi con la famiglia a Santa Monica in California. Ha conseguito una laurea in Inglese e Storia all'Università Brown, ottenendo poi una laurea magistrale in Letteratura del XIX secolo presso l'Università di Oxford, in Inghilterra. In seguito, Morgan è tornata negli Stati Uniti per lavorare a New York come redattrice nella pubblicazione di libri per ragazzi.
Lì, aiutata dal Book-Packager e produttore televisivo Alloy Entertainment, Morgan inizia a sviluppare l'idea di un libro che racconti le vicende di cento criminali adolescenti mandati da una Stazione spaziale sulla Terra, per verificarne l'abitabilità a causa di una guerra termonucleare, avvenuta secoli prima. Nonostante fosse stato scritto solo il primo libro, il canale statunitense The CW, ne fu subito interessato e iniziò ad adattarci una serie televisiva, chiamata The 100.

## Opere

### Serie The 100
I primi due volumi sono stati tradotti in diverse lingue, tra cui: tedesco, francese, italiano, spagnolo, olandese, ceco ed ebraico.
- The 100, 2013 (28 gennaio 2016)
- Day 21, 2014 (15 settembre 2016)
- Homecoming, 2015 (9 febbraio 2017)
- Rebellion, 2016 (6 febbraio 2018)

### Serie Light Years
- Anni Luce. Squadra 20, 2018 (26 febbraio 2019)
- Supernova, 2019 (Inedito)